# Boží blud

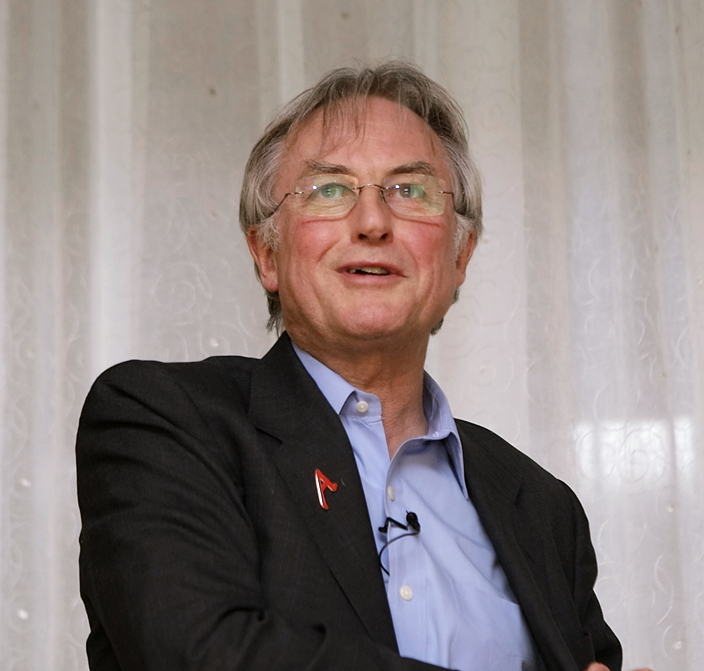
Richard Dawkins

Boží blud je bestseller z roku 2006, napsán britským biologem Richardem Dawkinsem. Kniha byla přeložena do češtiny roku 2009.
V knize Dawkins tvrdí, že žádný nadpřirozený tvůrce (například Bůh) téměř jistě neexistuje a víra v osobního Boha je pouze iluze. Kniha z různých pohledů rozebírá podstatu ateismu a víry a snaží se čtenáře přesvědčit o nesmyslnosti náboženství.
Kniha se stala velmi populární, v lednu 2010 bylo vytištěno již přes 2 miliony kopií jen v anglickém jazyce.
Jednou z nejvýznamnějších polemik s touto knihou je spis The Dawkins Delusion? oxfordského profesora Alistera McGratha.